# Harvard Mark III
El Harvard Mark III , también conocida como ADEC (para Aiken DAhlgren Electronic Calculator) fue uno de los primeros ordenadores que estaba formado parcialmente por componentes electrónicos y electromecánicos. Fue construido en EE. UU. en la Universidad de Harvard bajo la supervisión de Howard Aiken para la Marina de los EE. UU..
El Mark III usaba nueve tambores magnéticos (una de las primeras computadoras en hacerlo). Un tambor podía contener aproximadamente unas 4.000 instrucciones y accedía a ellos en tan solo 4.400 micro-segundos, por lo que era un ordenador de programa almacenado . La unidad aritmética podía acceder a otros dos tambores - uno contenía 150 palabras de constantes y la otra contenía 200 palabras de variables. Ambos tambores tenían un tiempo de acceso de 4.400 microsegundos. Esta separación de los datos y las instrucciones se conoce como la arquitectura Harvard . Había otros seis tambores que contenían un total de 4.000 datos de palabras, pero la unidad aritmética no podía acceder a estos tambores directamente. Los datos tuvieron que ser transferidos entre estos tambores y el tambor de la unidad aritmética que podía acceder a través de los registros implementados por relés electromecánicos.
El Mark III fue terminado en septiembre de 1949 y entregado a la tierra Naval de los EE. UU..